# Faschoda-Krise

Koloniale Ausgangssituation sowie tatsächliche und geplante französische und britische Vormärsche

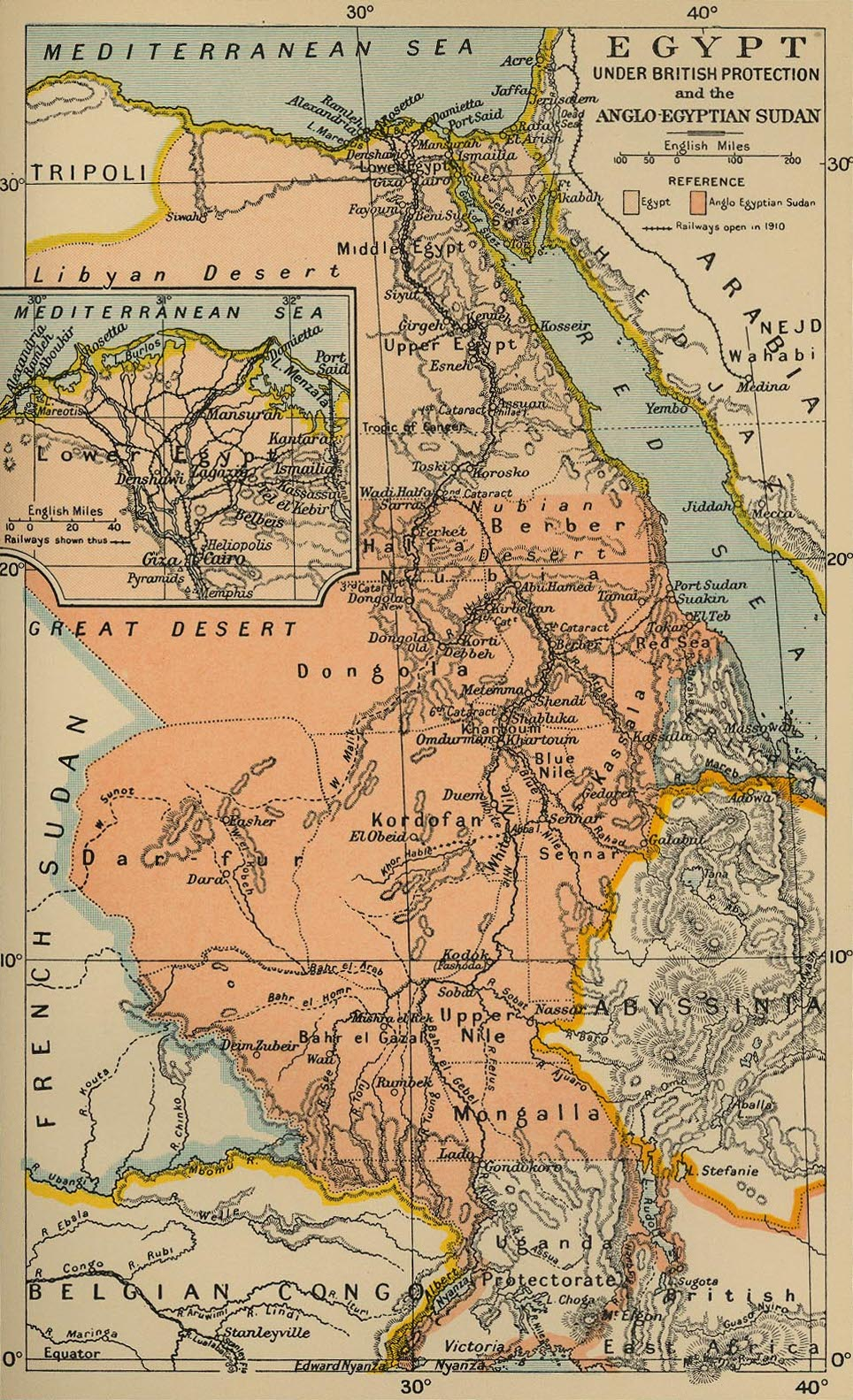
Ägypten und Anglo-Ägyptischer Sudan. Auf dieser englischen Karte von 1912 kann man am südlichen Nil den Ort Faschoda (Kodok) entdecken.

Die Faschoda-Krise fand 1898 zwischen Großbritannien und Frankreich statt. Sie stellte den Höhepunkt der imperialistischen Rivalität beider Mächte während des Wettlaufs um Afrika dar. Für die III. Französische Republik war die Faschoda-Krise neben dem Panamaskandal und der Dreyfus-Affäre die dritte große Krise innerhalb von zehn Jahren.

## Interessen
Großbritannien hatte sich zum Ziel gesetzt, einen Nord-Süd-Gürtel von Kolonien in Afrika, vom Kap der Guten Hoffnung bis Kairo (Kap-Kairo-Plan), zu errichten. Frankreich wollte dagegen einen Ost-West-Gürtel von Dakar bis Dschibuti. Die Ansprüche beider Staaten kollidierten schließlich in dem kleinen sudanesischen Ort Faschoda (seit 1905 Kodok) am Weißen Nil. Dort hatten die Ägypter 1820, zur Zeit Muhammad Ali Paschas, ein kleines Fort errichtet, das aber seit Jahren verlassen und verfallen war.

## Der Weg nach Faschoda
Ägypten hatte den Sudan in den Jahren seit 1819 schrittweise erobert, durch den Mahdi-Aufstand aber ab 1885 die tatsächliche Kontrolle über das Land verloren. In der südlichen Provinz Äquatoria hatte sich noch bis 1888 der dortige Gouverneur Eduard Schnitzer, besser bekannt als Emin Pascha, gegen die Mahdisten behaupten können, bis ihn Henry Morton Stanley zum Rückzug nach Ostafrika überredete. Der südliche Sudan wurde in den folgenden Jahren zum Ziel widerstreitender Interessen der europäischen Kolonialmächte. Unter anderem strebte der belgische König Leopold II. danach, den faktisch in seinem Privatbesitz befindlichen Kongo-Freistaat bis zum Nil auszudehnen. Er beauftragte unter anderem den erfahrenen Baron Dhanis mit einer Expedition in den Südsudan – offiziell zur Sicherung der Lado-Enklave –, doch dieser scheiterte 1897 an einer Revolte seiner afrikanischen Hilfstruppen.

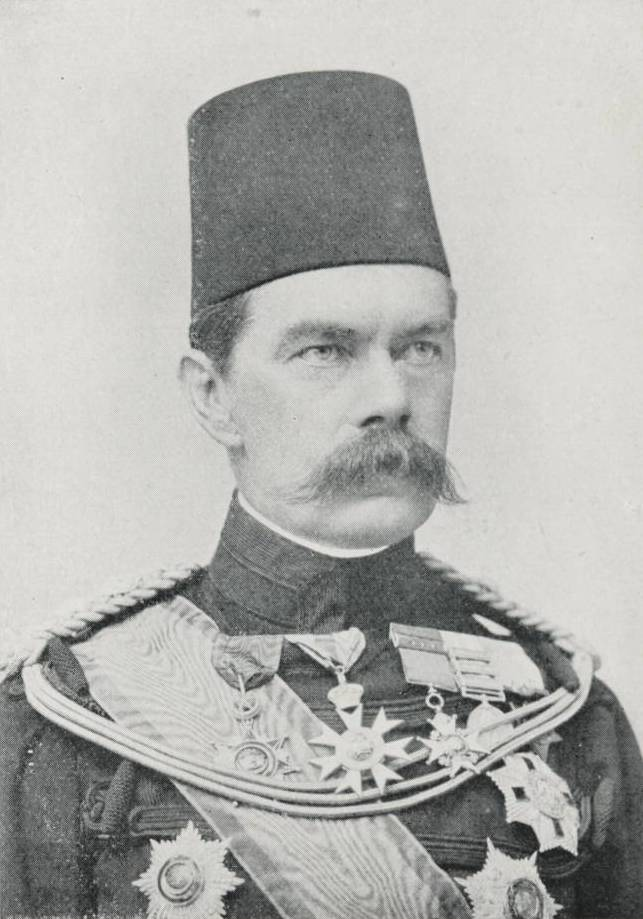
Kitchener als Sirdar

Eine weitere europäische Macht mit Ambitionen in Ostafrika war das Königreich Italien. Nach dem Sieg der Äthiopier unter Kaiser Menelik II. über die Italiener in der Schlacht von Adua im März 1896 beschloss die britische Regierung unter Lord Salisbury, angeregt durch den deutschen Kaiser Wilhelm II., den bedrängten Italienern zu Hilfe zu kommen. Der britische General Herbert Kitchener, Sirdar (Oberbefehlshaber) der ägyptischen Armee, erhielt den Auftrag, eine Expeditionsarmee auszurüsten, den Nil aufwärts zu marschieren und den Mahdi-Aufstand zu beenden. Als Sirdar vertrat Kitchener formal den ägyptischen Khediven, nicht die britische Regierung in London. Trotz seiner Position als „ägyptischer“ General war Kitchener de facto aber an die Anordnungen der britischen Regierung und ihres Generalkonsuls Sir Evelyn Baring gebunden.

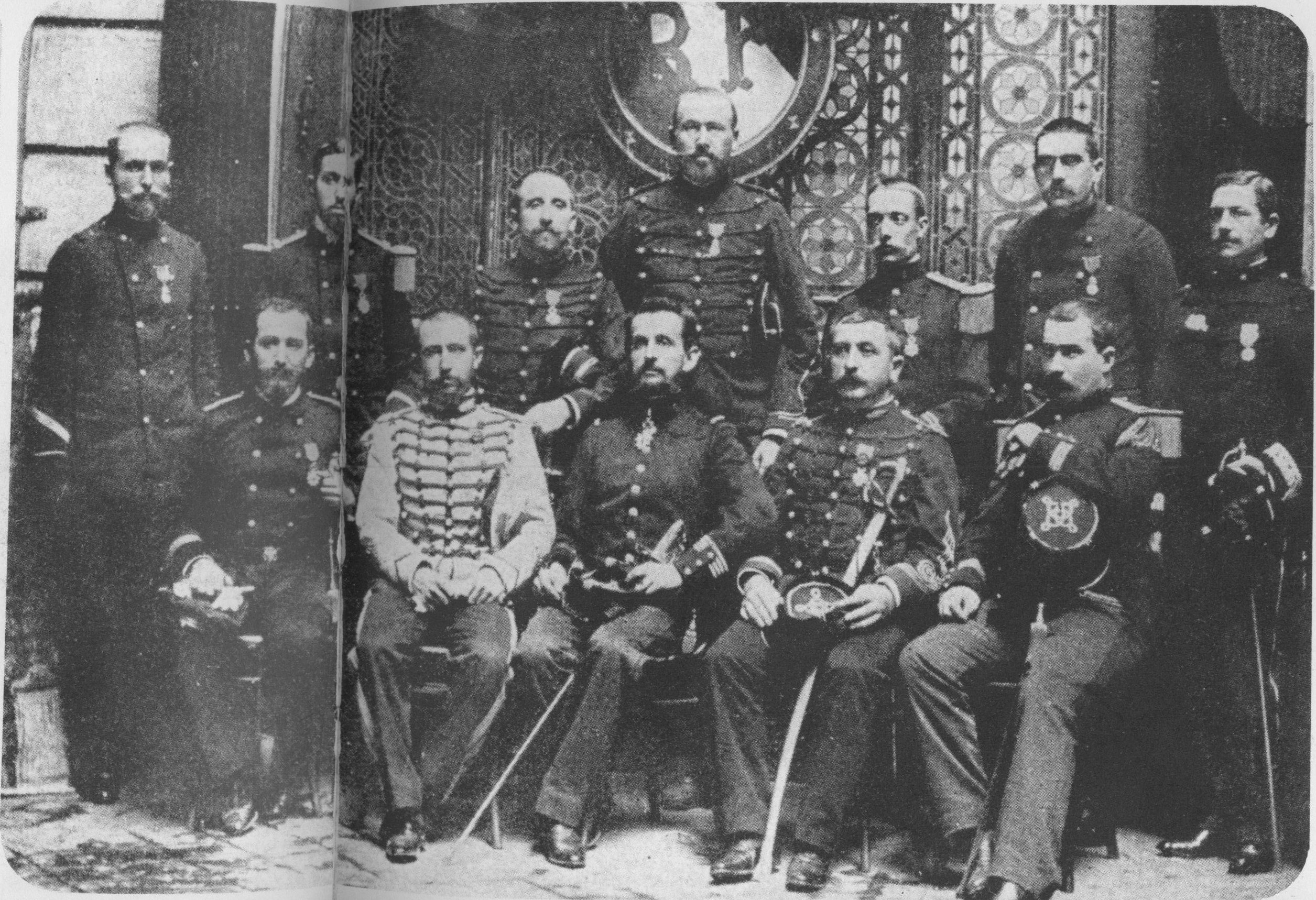
Major Marchand mit seinen Offiziersbegleitern, 1898

Frankreich hatte es 1882 versäumt, an der Niederschlagung der ägyptischen Urabi-Bewegung teilzunehmen, und seinen zuvor großen Einfluss dort zunehmend an die Briten verloren. Eine Expedition zum oberen Nil sollte Frankreichs Rolle in der Region wieder aufwerten und eine Landverbindung der französischen Kolonien in West- bzw. Zentralafrika zur Französischen Somaliküste ermöglichen. Dieses französische Kongo-Nil-Projekt hätte gleichzeitig das Ende des britischen Kap-Kairo-Plans bedeutet. Das Kontingent unter Major Jean-Baptiste Marchand bestand aus zwölf französischen Offizieren und ungefähr 150 Afrikanern, hauptsächlich Tirailleurs sénégalais. Zum Zeitpunkt ihres Aufbruchs in Brazzaville Mitte 1896 hatte der anglo-ägyptische Feldzug in den Sudan gerade erst begonnen. Frankreich hatte Kaiser Menelik vorab über Marchands Mission informiert. Dieser schickte eine Kavallerieabteilung zur Begrüßung in die Gegend von Faschoda, die aber lange vor den Franzosen eintraf und die Region vor dem Eintreffen Marchands wieder verließ. Zwei weitere französische Expeditionen, die von der Somaliküste aus über Abessinien nach Faschoda vorstoßen und sich mit Marchand vereinigen sollten, wurden von den Äthiopiern, die im Ostsudan ihre eigenen Ziele verfolgten, erfolgreich behindert. Die Truppe Marchands erreichte, nachdem sie bereits an verschiedenen Orten der Region Bahr al-Ghazal die französische Flagge zum Zeichen der Besitzergreifung gehisst hatte, nach ungefähr zweijähriger Reise am 10. Juli 1898 ihr Ziel Faschoda. Das Fort wurde in Fort Saint-Louis umbenannt. Am 25. August griff eine Abteilung der Mahdisten mit zwei Kanonenbooten das Fort erfolglos an.
Am 2. September 1898 besiegte Kitchener in der Schlacht von Omdurman die Mahdisten entscheidend, deren Aufstand damit praktisch niedergeschlagen war. Kitchener erfuhr nach der Besetzung Khartums schnell von der Präsenz der Franzosen in Faschoda und schiffte sich umgehend mit einer Truppe von rund 1500 Mann und mehreren Kanonenbooten nach Süden ein.

## Verlauf
Am 18. September erreichte ein britisches Kanonenboot mit Kitchener an Bord Faschoda. Die Franzosen wurden aufgefordert, ihr kleines Fort zu räumen. Die Gespräche zwischen beiden Seiten fanden in einer freundlichen Atmosphäre statt, Marchand erklärte aber, sich ohne Anweisungen seiner Regierung nicht zurückzuziehen.
Die Nachricht von der Situation in Faschoda erreichte schnell Europa und löste in der britischen und französischen Presse heftige Reaktionen aus. Beide Regierungen reagierten besonnen. Die Franzosen waren sich der Gefahr eines Zweifrontenkriegs gegen Großbritannien und Deutschland bewusst und wünschten stattdessen eher ein Bündnis mit Großbritannien gegen Deutschland. London und Paris wollten keinen Krieg um ein abgelegenes Territorium führen, und durch den formalen Anspruch Ägyptens auf den Sudan waren die Briten auch rechtlich in der besseren Lage. Théophile Delcassé, Außenminister im Kabinett Brisson II (28. Juni bis 26. Oktober 1898), gab in den Verhandlungen nach und Marchand erhielt den Befehl zum Abzug. Seine Gruppe erreichte im Mai 1899 den Indischen Ozean.

## Ergebnis
Im Sudanvertrag vom 21. März 1899 steckten beide Länder ihre jeweiligen Interessengebiete ab. Die friedliche Lösung der Faschoda-Frage gilt als wichtige Voraussetzung für die im April 1904 geschlossene Entente cordiale. Der Sudanvertrag und die dadurch entstandenen Ängste in Deutschland waren Auslöser für die Erste Marokkokrise von März 1905 bis April 1906.